# Adelheid von Anjou
Adelheid von Anjou (französisch Adélaïde-Blanche d’Anjou; * um 950; † 29. Mai 1026 vielleicht in Avignon) war eine französische Adelige aus dem Haus der Grafen von Anjou. Durch ihre Herkunft und vor allem durch ihre vier Ehen hatte sie verwandtschaftliche Beziehungen zu vielen der mächtigsten Adelsfamilien Frankreichs. Sie war unter anderem die dritte Ehefrau des späteren französischen Königs Ludwig V. Doch das Paar fühlte sich in der von Verwandten arrangierten Hochzeit nicht wohl, und so verließ Adelheid ihren königlichen Gemahl nach nur kurzer Zeit noch ehe er den französischen Thron bestieg, um den Grafen Wilhelm I. zu heiraten. Da ihre Ehe mit Ludwig V. aber vor der neuerlichen Hochzeit nicht vom Papst annulliert worden war, verursachte Adelheids neue Verbindung einen entsprechenden Aufruhr in Rom. Für die minderjährigen Kinder ihrer Ehen – nur die Verbindung mit Ludwig V. war kinderlos – übte sie bis zu deren Volljährigkeit jeweils die Regentschaft aus, was sie zu einer der mächtigsten Frauen im Süden Frankreichs machte, die über die Gebiete der Grafschaften Toulouse und Gévaudan sowie der Provence gebot.
Bis in das 20. Jahrhundert war die dritte Ehefrau Ludwigs V. ausschließlich als Blanche bekannt, denn Autoren wie Rodulfus Glaber, Ivo von Chartres, Ademar von Chabannes oder Hugo von Fleury führten sie in ihren Werken immer unter diesem Namen. Nur die im 19. Jahrhundert in der Staatsbibliothek Bamberg aufgefundene Historiae des Richer von Reims, eines Zeitgenossen Adelheids, nannte sie Adélaïde. Lange Zeit herrschte in der Forschung deshalb die Meinung vor, Richer habe sich bei dem Namen geirrt, und erst in den vergangenen etwa 30 Jahren setzte sich bei Historikern die Ansicht durch, dass dieser Name ebenfalls korrekt ist.

## Familie
Adelheid wurde als Tochter des Grafen Fulko II. von Anjou und dessen Frau Gerberga geboren. Sie stammte somit aus dem einflussreichen Haus der Grafen von Anjou. Sie war eine Schwester Gottfrieds I. von Anjou, unter dessen Vormundschaft sie nach dem Tod ihres Vaters im Jahr 958 aufwuchs. Die Herkunft ihrer Mutter ist bisher unklar. Manche Historiker, unter anderem Christian Lauranson-Rosaz, sehen in ihr eine Tochter des Grafen Gottfried I. von Gâtinais und damit eine Angehörige aus der Familie der Grafen von Gâtinais. Eine andere Hypothese, die zum Beispiel von Bernard S. Bachrach unterstützt wird, geht davon aus, dass Gerberga mit den Grafen von Vienne verwandt war.
Zwischen 960 und 965 heiratete Adelheid im Alter von nur 12 bis 15 Jahren Étienne de Brioude, Graf von Gévaudan, einen der mächtigsten Herrscher im östlichen Aquitanien. Mit ihm hatte sie vier Kinder:
- Pons I. († zwischen dem 21. Januar 1016 und 1018),[9] ab 1011 Graf von Gévaudan und Forez
- Bertrand
- Étienne, 996 bis 998 Bischof von Puy
- Humberga (auch Ermengarde genannt), ⚭ Wilhelm von Clermont

Nach dem Tod ihres ersten Mannes kurz vor 975 heiratete sie Raymond, Graf von Toulouse und Fürst von Gothien, der um 978 verstarb und sie erneut zur Witwe machte. Mit ihm hatte sie den gemeinsamen Sohn
- Wilhelm III. Taillefer († September 1037), Graf von Toulouse

⚭ 1) Arsinde (vielleicht Arsinde von Provence)
⚭ 2) zwischen 1008 und 1021 Emma von Provence
Ihre 982 geschlossene Ehe mit dem späteren König Ludwig V. blieb kinderlos.
Nachdem sie ihren königlichen Gemahl verlassen hatte, heiratete sie ein viertes Mal. Der Bräutigam war Wilhelm I., Graf von Arles und Markgraf von Provence. Aus dieser Verbindung entstammten folgende Kinder:
- Wilhelm II. von Provence († 4. März 1019), 994 bis 1019 Graf von Provence, ⚭ um 1013 Gerberga von Burgund, Tochter des Grafen Otto Wilhelm von Burgund
- Konstanze von Provence († 25. Juli 1034), ⚭ König Robert II. von Frankreich, als dessen dritte Frau

Darüber hinaus führt die Literatur weitere mögliche Kinder Adelheids an, die aber bisher nicht zweifelsfrei als ihre Nachkommen belegt werden konnten und in der Literatur auch unterschiedlichen Vätern zugeordnet werden. Lediglich die vorstehend genannten fünf Söhne und zwei Töchter stehen mit Sicherheit fest. Denkbare weitere Kinder Adelheids sind:
- Almodis († zwischen 1005 und 1010)[16]

⚭ 1) Aldebert I. († 997), Graf von La Marche
⚭ 2) Wilhelm V. (* 969; † 30. Januar 1030), Herzog von Aquitanien
- eine Tochter, ⚭ Heribert von Troyes
- Tota-Adélaïde (* um 975 bis 979; † nach 1020),[17] ⚭ 990 Bernhard I., Graf von Besalú
- Luitgard

Einige Historiker, darunter Constance Brittain Bouchard, sehen in Adelheid von Anjou außerdem die zweite Ehefrau des Grafen Otto Wilhelm von Burgund. Diese mögliche fünfte Ehe wird damit begründet, dass in einem Brief des Papstes Benedikt VIII. von Anfang 1020 neben den Bischöfen von Provence, Burgund und Aquitanien auch Graf Otto Wilhelm von Burgund, dessen Sohn Rainald I. sowie die Gräfin Adelheid, genannt Blanche, und deren Schwiegertochter Gerberga als Adressaten genannt sind. Da aber in diesem Brief eine Verbindung zwischen Adelheid und Otto Wilhelm nicht explizit erwähnt wird, ist es ebenso möglich, dass sie dort in ihrer Eigenschaft als Regentin der Grafschaft Provence Erwähnung findet. Eine fünfte Ehe Adelheids ist somit nicht gesichert.

## Leben
Über Adelheids Kindheit ist nichts bekannt. Sie war noch keine 16 Jahre alt, als sie mit dem Grafen von Gévaudan, Étienne de Brioude, verheiratet und seine zweite Frau wurde, weil wohl aus seiner ersten Ehe keine männlichen Erben hervorgegangen waren. Diese erste Verbindung Adelheids ist nicht durch zeitgenössische Urkunden, sondern nur durch die Chronik des Klosters Saint-Pierre de Puy bekannt. Beim Tod Étiennes waren Adelheids Söhne noch minderjährig, und so führte vorerst die junge Witwe für sie die Regierungsgeschäfte der Grafschaften Gévaudan und Forez. Nur kurze Zeit später ging sie um 975 eine zweite Ehe mit Raymond de Toulouse ein. Diese Verbindung ist durch das Geschichtswerk Historiae des Mönchs Richer von Reims bekannt. Das einzige verbürgte Kind aus dieser Verbindung war Wilhelm III. Taillefer, der beim Tod seines Vaters noch nicht volljährig war, sodass seine Mutter auch für ihn die Regentschaft übernahm.
Im Jahr 980 arrangierte Adelheids Bruder Gottfried I. von Anjou aus politischem Kalkül eine Heirat zwischen seiner zweifach verwitweten Schwester und dem französischen Thronfolger Ludwig. Dazu sandte er zuerst einmal Unterhändler zu Königin Emma, um ihr das Heiratsangebot zu machen. Als diese ihre Zustimmung signalisierte, wurde Gottfried I. selbst bei König Lothar vorstellig und machte ihm den gleichen Vorschlag. Der Plan fand auch bei diesem Zustimmung, denn was eine Verbindung zwischen Adelheid und dem Königshaus für die Karolinger so erstrebenswert machte, waren die umfangreichen Besitzungen im Süden Frankreichs, die sie kontrollierte. Gemeinsam mit den Ländereien der Krone im Norden des Landes war das Territorium der aufstrebenden und mit den Karolingern rivalisierenden Kapetingern damit in die Zange genommen. Noch im gleichen Jahr reiste Lothar mit seinem Sohn und dem gesamten Hofstaat in das von Adelheid regierte Gebiet, wo 982 in Brioude die Hochzeit der beiden stattfand. Noch am Tag der Heirat wurde das frisch vermählte Paar durch den Bruder der Braut, Bischof Guido II. von Anjou, zum König und zur Königin von Aquitanien gekrönt. Adelheid war mit ihren rund 30 Jahren etwa doppelt so alt wie Ludwig, der erst um die 15 Jahre alt war. Der große Altersunterschied zwischen den beiden dürfte wohl der maßgebliche Grund dafür gewesen sein, dass sich das Paar überhaupt nicht verstand und Adelheid ihren Mann nach nicht einmal zwei Jahren Ehe verließ. Da Ludwig es zudem nicht verstanden hatte, die Auvergne und die Grafschaft Toulouse in seiner Eigenschaft als König von Aquitanien unter seine Kontrolle zu bringen, sah sich König Lothar dazu gezwungen, nach Brioude zu gehen und seinen Sohn mit in den Norden zu nehmen.
Nach dem Weggang Ludwigs scheint Adelheid um ihre Sicherheit gefürchtet zu haben, und ging deshalb in die Provence. Dort heiratete die mittlerweile reife Frau spätestens im Januar 984 Wilhelm I., Graf von Arles und seit 972 Markgraf von Provence. Adelheid war seine zweite Frau, denn aus Wilhelms erster Ehe mit Arsinda von Comminges stammte scheinbar nur eine Tochter. Die Verbindung der beiden erregte vor allem in Rom besonderes Aufsehen, denn Adelheids Ehe mit Ludwig war nicht vom Papst annulliert worden. Es steht zu vermuten, dass sie ihre dritte Ehe durch einen lokalen Patriarchen hatte auflösen lassen, doch ist nicht überliefert, um wen es sich dabei gehandelt hat. Zwischen dem 29. August 993 und dem 11. Mai 994 verstarb Wilhelm in Avignon, nachdem er kurz zuvor Mönch geworden war. Adelheid war somit zum dritten Mal Witwe, und erneut waren die Kinder aus dieser Ehe noch minderjährig. Bis 1013 regierte die beim Tod ihres vierten Mannes etwa 45-jährige im Namen ihres Sohnes Wilhelm II. die Grafschaft Provence. Anfänglich wurde sie dabei noch von ihrem Schwager Rotbald II. unterstützt, dessen Tochter sie kurzerhand mit ihrem Sohn Wilhelm aus zweiter Ehe verheiratete. Spätestens ab 1008 führte Adelheid die Regierungsgeschäfte allein, vermutlich weil Rotbald verstorben war, und musste sich dabei gegen aufbegehrende Vasallen durchsetzen, die sich durch das Fehlen einer männlichen Führung in der Grafschaft Vorteile erhofften. Diese Konflikte fanden auch kein Ende, als schließlich Wilhelm II. selbst die Regierung der Provence übernahm. Bei kriegerischen Auseinandersetzungen mit dem Familien de Fos und d’Hyères wurde er tödlich verwundet und starb am 4. März 1019. Erneut fand sich Adelheid an der Regierung, diesmal gemeinsam mit der Witwe ihres Sohnes, Gerberga von Burgund, für deren drei noch unmündige Kinder. Als sich die Unruhen im Land nach dem Tod Wilhelms II. noch verstärkten, bat Adelheid ihren Sohn aus zweiter Ehe, Wilhelm von Toulouse, um Unterstützung, der ihr gemeinsam mit seinem Schwager Bernhard von Besalú zu Hilfe eilte. Trotzdem fanden die Kämpfe und Unruhen erst im Jahr 1023 ein Ende. Adelheid hatte es zwar geschafft, das Erbe für ihre Enkel zu erhalten, doch die Familie der Grafen von Provence ging geschwächt aus diesen Auseinandersetzungen hervor. Mit den Regentschaften ging ein Verlust der gräflichen Macht einher, doch schreiben Historiker dies nicht dem politischen Unvermögen Adelheids zu, sondern den sozialen Veränderungen und dem strukturellen Wandel jener Zeit.
In einer Urkunde aus dem Jahr 1024 findet Adelheid ein letztes Mal Erwähnung. Laut den Aufzeichnungen des Mönchs Arnulf aus dem Kloster Saint-André in Villeneuve-lès-Avignon starb sie 1026 in den Besitzungen ihres letzten Ehemanns. Sie wurde in der Abtei Montmajour bei Arles, die sie zeit ihres Lebens unterstützt und zur Erbgrablege ihrer Familie bestimmt hatte, beigesetzt. Zuvor war dort schon 1019 ihr Sohn Wilhelm II. bestattet worden, und auch ihr Enkel Gottfried fand dort seine letzte Ruhestätte.

## Musik
Sie ist unter dem Namen Bianca (der italienischen Form von Blanche) eine der Hauptfiguren in Donizettis Oper Ugo, conte di Parigi (Mailand, 1832), wo sie jedoch völlig unhistorisch am Ende Selbstmord begeht. Diese Rolle wurde ursprünglich für die berühmte Primadonna Giuditta Pasta komponiert.